# Hotelul lui Hilbert
Hotelul lui Hilbert sau paradoxul lui Hilbert al hotelului infinit este un paradox sau un experiment de gândire conceput de matematicianul german David Hilbert pentru a ilustra consecințele uimitoare ale utilizării conceptului de infinit în matematică. Aceasta arată că mulțimile de numere naturale, întregi și numere raționale sunt egale.

## Descriere
Să presupunem că un hotel (fictiv) are un număr infinit de camere, numerotate prin numere întregi începând de la 1, și toate camerele sunt ocupate. În ciuda acestui fapt, hotelierul poate oricând caza un nou client.

### Cazarea unui client nou sosit
Într-un hotel cu un număr finit de camere nu mai pot fi primiți oaspeți de îndată ce toate camerele sunt ocupate (principiul sertarului).

Să considerăm că Hotelul lui Hilbert are acum un număr infinit de camere (numerotate consecutiv cu numere naturale care încep cu 1). Cum cazați o persoană nouă? Nu-l putem trimite „până la capăt”, nu va ajunge niciodată acolo!

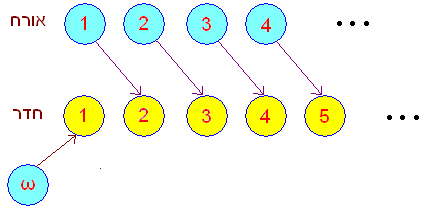

Așa că Hilbert se oferă să-i mute pe toți oaspeții hotelului cu o cameră mai departe. S-ar putea presupune acum că aceeași problemă ar apărea și aici, și anume atunci când toate camerele sunt ocupate de oaspeți care sunt infinit de mulți.
Cu toate acestea, există o modalitate de a face loc pentru încă un oaspete, chiar dacă toate camerele sunt ocupate. Oaspetele din camera 1 merge în camera 2, oaspetele din camera 2 în camera 3, oaspetele din camera 3 în camera 4 etc. Astfel se eliberează camera 1 pentru noul oaspete. Întrucât numărul de camere este infinit, nu există „ultimul” oaspete care să nu se poată muta în altă cameră.
Dacă repeți acest lucru, ai loc pentru un număr arbitrar, dar finit de noi oaspeți, astfel ocupantul camerei n se va muta în camera n+1.

### Cazarea unui număr infinit de clienți nou sosiți

Este chiar posibil, să se facă loc unei mulțimi numerabile infinite de oaspeți noi (de ex. vine un autobuz de lungime infinită, plin cu un număr infinit de noi oaspeți): în acest caz, oaspetele din camera 1 merge în camera 2 ca înainte, dar oaspetele din camera 2 în camera 4, oaspetele din camera 3 în camera 6 etc. Pe scurt, fiecare oaspete își înmulțește numărul camerei cu 2 pentru a obține numărul camerei noi, deci clientul camerei n se va muta în camera 2n. Aceasta înseamnă că toate camerele cu număr impar vor fi libere pentru mulțimea numerabilă infinită de noi sosiți. Și întrucât există o infinitate de numere impare, infinitatea de noi clienți vor putea ocupa camerele corespunzătoare. La această abordare, este important ca toți oaspeții să schimbe camera în același timp, de exemplu la semnalul dat de portarul prin bătaia unui gong. Dacă acest lucru s-ar face secvențial, cu un număr infinit de oaspeți și un număr infinit de camere, ar dura o perioadă infinită de timp.
În cartea sa „One Two Three. . . Infinity” (Unul, doi, trei... infinitul) publicată în 1947, fizicianul George Gamow povestește că, potrivit lui Richard Courant, David Hilbert a folosit acest exemplu pentru a-și ilustra prelegerile despre infinit.

## Film
- 1996 Hotel Hilbert – film scurt britanic, dramă în regia lui Caroline Ross-Pirie
- 2018 Hilbert's Grand Hotel – film scurt britanic, comedie în regia lui Djenaba Davis-Eyo[3].

## Literatură
- Francis Casiro, Das Hotel Hilbert. In Unendlich (plus eins). Hilbert Hotel, Russells Barbier, Peanos Himmelsleiter, Cantors Diagonale, Plancks Konstante (= Spektrum der Wissenschaft, Spezial 2, 2005). Spektrum der Wissenschaft Verlagsgesellschaft, Heidelberg, ISBN 3-938639-08-3;